# Výrobní družstvo
Výrobní družstvo je typ společnosti vlastněn jejími zaměstnanci. Z toho plyne nutná vysoká participace zaměstnanců v rozhodovacích procesech.  Zaměstnanci mohou rozhodovat buď přímou volbou, nebo tak mohou učinit pomocí svých zástupců. Každý zaměstnanec–majitel má jeden hlas; jednotlivé podíly ve firmě by měly mít stejnou váhu. Oproti běžným programům zaměstnaneckých akcií (tzv. ESOP) je tu zásadní rozdíl v tom, že v tomto případě zaměstnanci vlastní většinu akcií a zároveň většina zaměstnanců vlastní akcie.
Akcie výrobního družstva nejsou veřejně obchodovatelné.

## Politická filosofie v pozadí
- Jde o typ podnikání s větší mírou přímé a participativní demokracie, protože podporuje účast co největšího počtu zaměstnanců na rozhodovacích procesech v co největší míře.
- Zaměstnanci mají více zodpovědnosti, ale také více pravomocí, jsou na sobě závislí, společně rozhodují o své budoucnosti. Participativní ekonomika z podstaty tíhne ke komunitarismu.
- Je to přístup uvažující gestaltisticky. Celek je více než součet jeho částí – družstvo je produktivnější než jeho jednotliví zaměstnanci.
- Jde o kooperativní strategii. To znamená, že podílníci se rozhodli vzdát šance, že se nechají konstantně hodnotit pomocí tržních mechanismů a individuálně se prosadí. Místo toho přijali místo na trhu pod záštitou celku a soupeří s ostatními jednotkami, jejichž vnitřní dynamika je ale větší. Argument, že individuální nejistota vede k vyšší výkonnosti a kreativitě je právě parcitipativními podniky zpochybněn.
- Nadprodukt je rozdělen mezi všechny rovnoměrně. Odpadá tu pocit nespravedlnosti, který vzniká z faktu, že odměny vlastníka a managementu jsou nepoměrně vyšší než řadových zaměstnanců.

Výrobní družstva jsou také součástí autonomismu, mutualismu, syndikalismu, participativní ekonomiky a jiných.

## Příklady

### V České republice

#### Svaz Českých a Moraských Výrobních Družstev (SČMVD)
Členskou základnu svazu tvoří 180 výrobních družstev z celé České republiky. Mezi členy patří například Dřevozpracovávací Družstvo Ludova (DDL). SČMVD spadá pod zastřešující orgán Družstevní asociace České republiky.

### Mimo Českou republiku

#### Mondragonská družstevní korporace
Založena roku 1941, vyrostla za Frankova režimu, kdy byl kladen důraz na soběstačnost, a proto její produkce uspokojovala zejména domácí poptávku. Po Frankově smrti (1975) a vstupu Španělska do Evropské unie (1986) pro ni bylo největší výzvou přeorientovat se na globalizované trhy.
V současnosti zaměstnává 74 117 lidí a má příjmy 11,875 miliard euro. Od té doby se jí podařilo expandovat do celého světa a dokonce má i 9 filiálek v České republice.

##### Členství
Je pravidlem, že alespoň 80 % zaměstnanců musí být zároveň členy-vlastníky. Nový potenciální člen je svým nadřízeným doporučen managementu. Pokud je jeho profil schválen, dostane lhůtu 36 měsíců na zaplacení 15 000 euro, což je minimální roční mzda.

##### Fixace platových poměrů
V Mondragonské korporaci platí pravidlo o maximálním poměru mezi platy dělníka s minimální mzdou a platy managementu. Tato rozpětí se v různých družstvech pohybují mezi 1:3 a 1:9, přičemž průměr je kolem 1:5. Ve skutečnosti je rozdíl ale o něco menší, protože v praxi pobírá minimální mzdu velice malé procento zaměstnanců.

#### John Lewis Partnership
Je britské výrobní družstvo spravované skrze trust. Má 88 700 stálých zaměstnanců-partnerů, kteří se podílejí na rozhodovacích procesech a dostávají svůj podíl z ročního zisku. Roční obrat činí 10 miliard liber.
Jeho největší dceřinou společností je řetězec supermarketů Waitrose. Další, Herbert Parkinson, pro něj vyrábí textilie. Dále nabízí telekomunikační služby a pojištění.

##### Rozhodování
Každý zaměstnanec se účastní setkání místní pobočky a má příležitost se přímo podílet na jejím chodu. Nad nimi je Rada partnerů, do níž všichni zaměstnanci-partneři volí nejméně 80 % z 82 členů. Předseda dosadí ty zbylé. Tato rada také volí 5 členů vedení, předseda rady vybírá dalších 5.
Partneři mají právo předkládat radě své návrhy a stížnosti, nebo mohou napsat anonymní dopis do firemního tisku The Gazette nebo The Chronicle.

##### Péče o zaměstnance
Každý zaměstnanec má nárok bonus v podobě procenta z roční mzdy. Finanční rok, který je u Johna Lewise od února do ledna příštího roku, 2015–16 znamenal bonus ve výši 11 % platu. To je o 4 % méně než v předchozím období. Výše bonusu se za posledních 15 let pohybovala mezi 9 a 20 %. John Lewis se pokouší mezi zaměstnanci budovat kulturu komunitarismu. Vlastní 2 venkovská letoviska s parkem a tenisovými kurty, golfový klub, yachtklub a 3 hotely nabízející prázdninové kapacity pro zaměstnance. Mezi benefity, které firma nabízí patří i půlroční dovolená, na níž má nárok každý po 25 letech služby.